# Anuropus novaezealandiae
Anuropus novaezealandiae is een pissebed uit de familie Anuropidae. De wetenschappelijke naam van de soort is voor het eerst geldig gepubliceerd in 1981 door Jansen.